# Adishi
Adishi (en georgiano: ადიში; en svano: ჰადიში, romanizado: Hadishi) es una aldea de Georgia ubicada en el noreste de la región de Mingrelia-Alta Esvanetia, siendo parte del municipio de Mestia.

## Geografía
Adishi se encuentra el margen derecha del río Adishchal, afluente del río Enguri, a 27 km de Mestia. La aldea es parte de la región histórica de Esvanetia y se administra desde el pueblo de Bogreshi.

## Historia
Los conocidos evangelios de Adishi (897 d. C.) se conservaron aquí durante siglos.

## Demografía
La evolución demográfica de Adishi entre 2002 y 2014 fue la siguiente:
| 60                                              | 44 |
| (Fuente: Population of Georgia in Soviet times) |    |

Según el censo de 2014, los georgianos (esvanos) constituían el 100% de la población.

## Infraestructura

### Arquitectura, monumentos y lugares de interés
El paisaje del pueblo está dominado por una serie de monumentos medievales y las montañas del Gran Cáucaso. Los sitios culturales importantes de Adishi son: la Iglesia del Libertador (siglos X-XI), dos iglesias de San Jorge (siglo XII), la Iglesia del Arcángel (siglo XII) y varias torres esvanas. 

## Galería

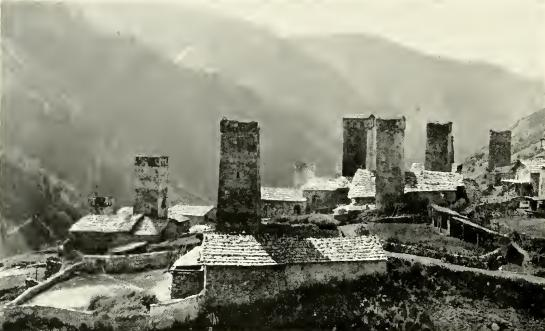
Torres esvanas en Adishi (1905)
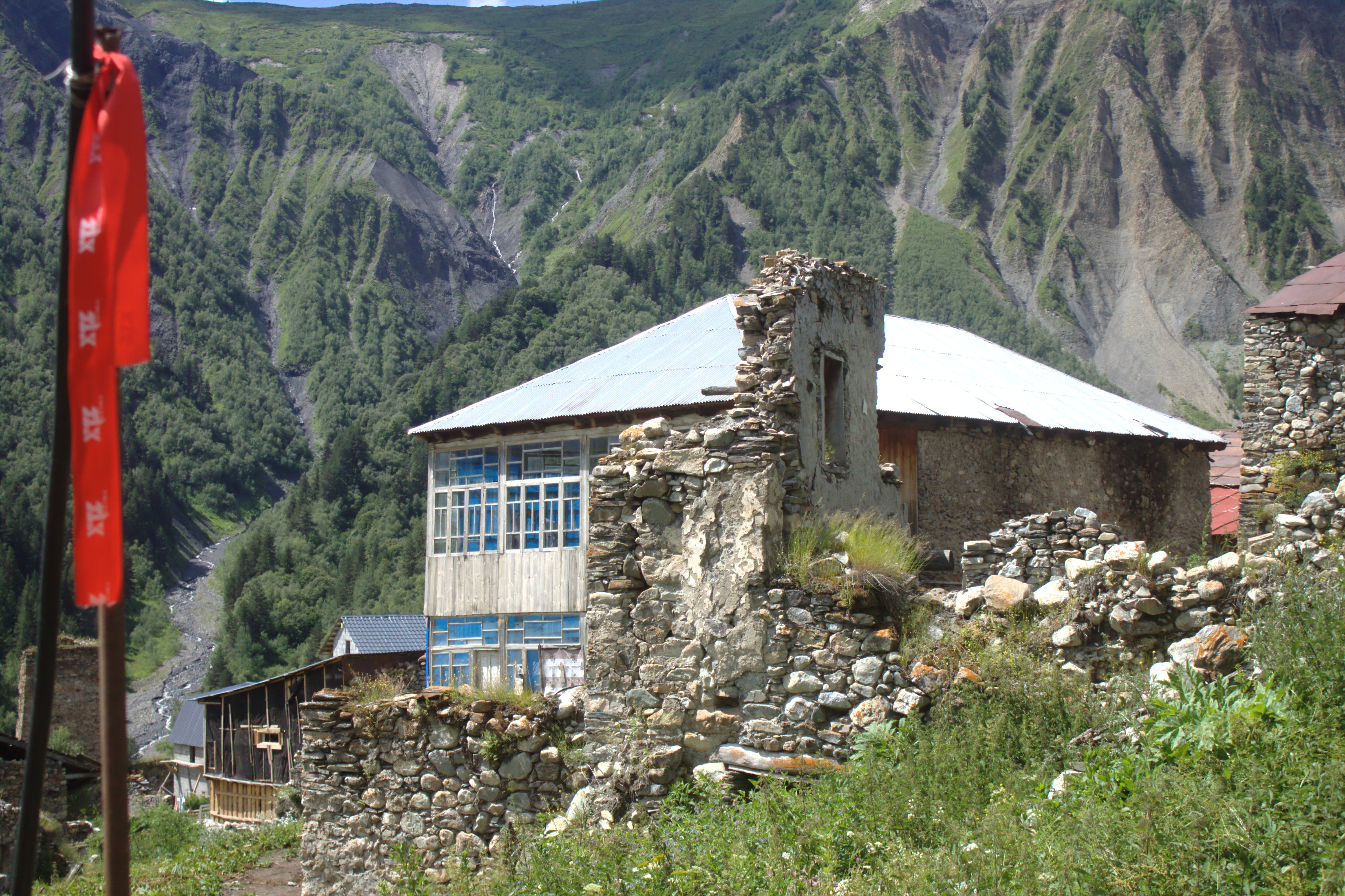
Ruinas en Adishi
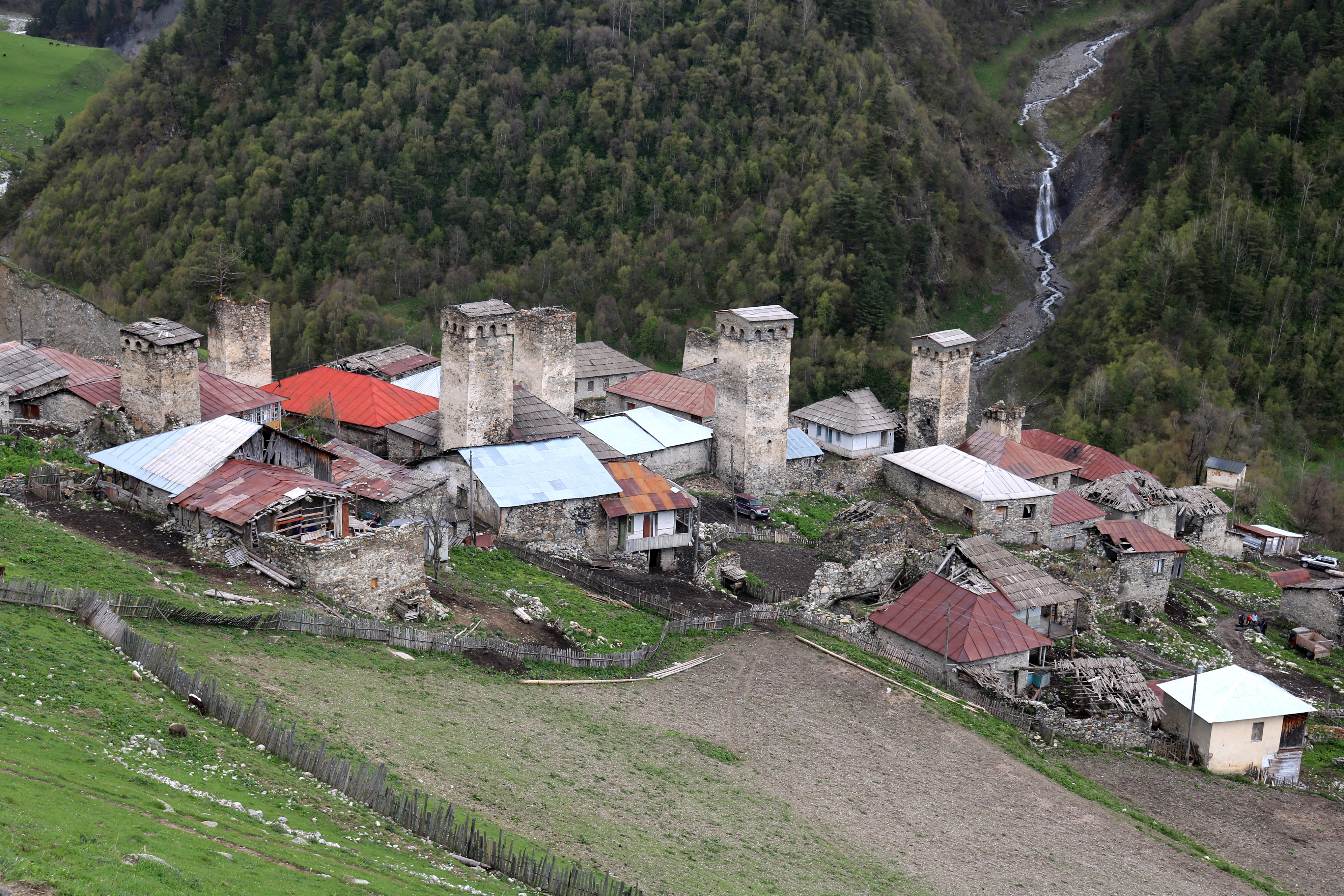
Vista de la aldea
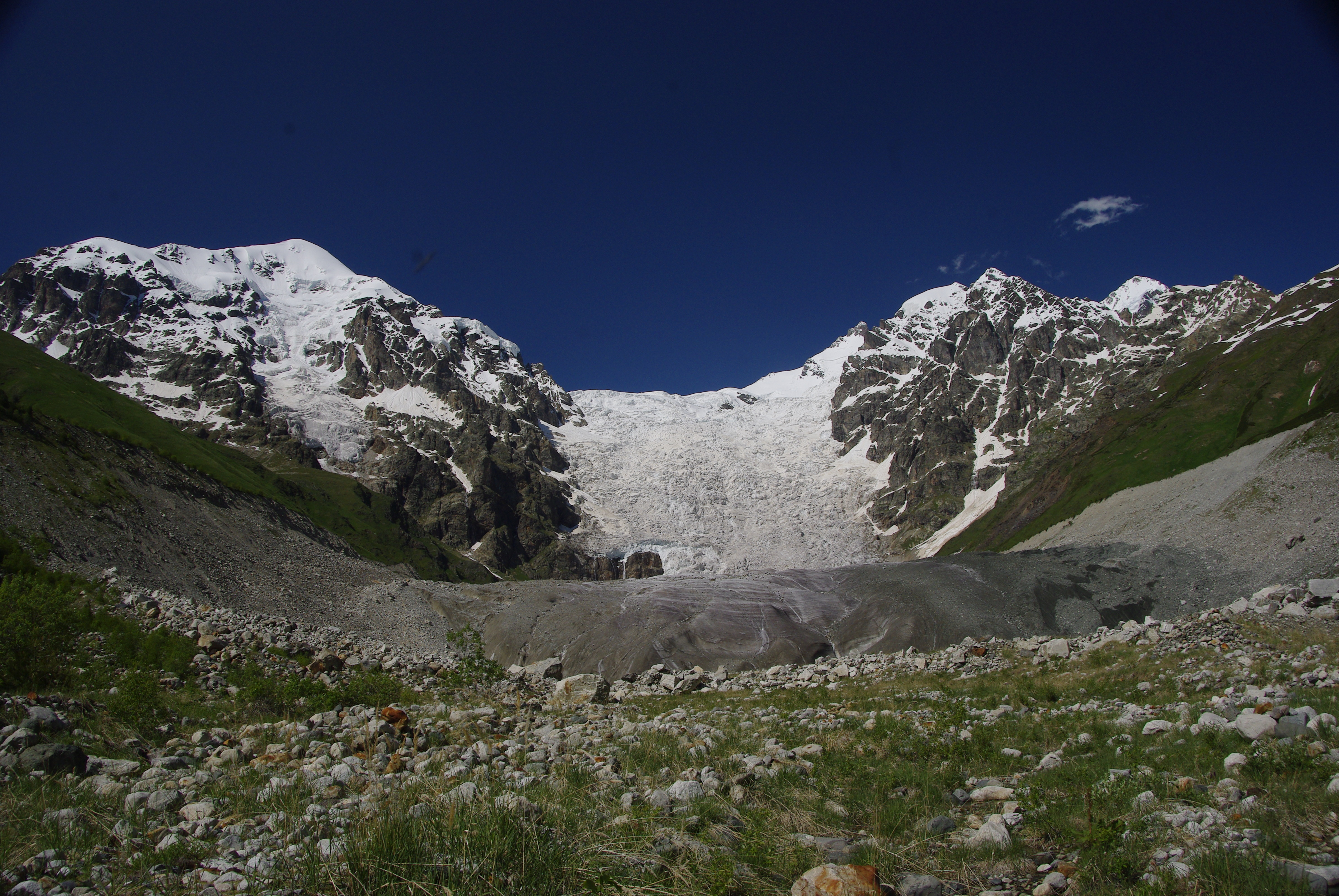
Glaciar Adishi